# Thorsten Winkelmann
Thorsten Winkelmann (* 1981 in Halle (Saale)) ist ein deutscher Politikwissenschaftler an der Friedrich-Alexander-Universität Erlangen-Nürnberg mit Schwerpunkt Infrastruktur- und Kommunalpolitik.

## Leben
Winkelmann studierte nach seinem Abitur von 2000 bis 2006 Politikwissenschaft und ab 2004 Volkswirtschaftslehre an der Friedrich-Alexander-Universität Erlangen-Nürnberg. Er wurde 2012 an der Friedrich-Alexander-Universität Erlangen-Nürnberg unter Roland Sturm zum Doktor der Philosophie mit der Note summa cum laude mit einer 2006 begonnenen Arbeit über Public Private Partnerships promoviert. Er erhielt 2012 den Promotionspreis der Staedtler Stiftung.

## Veröffentlichungen (Auswahl)
- herausgegeben zusammen mit Roland Sturm und Tim Griebel: Austerity: A Journey to an Unknown Territory. Baden-Baden 2017. ISBN 978-3-8487-3849-6.
- herausgegeben zusammen mit Hermann Ruch, Tom Mannewitz und Tom Thieme: Was ist politischer Extremismus? Grundlagen, Erscheinungsformen, Interventionsansätze. Berlin 2018. ISBN 3734406412.
- herausgegeben zusammen mit Roland Sturm und Tim Griebel: Austerität als gesellschaftliches Projekt. Wiesbaden 2017. ISBN 3658174617.
- Cross-border-Leasing. Frankfurt u. a. 2008. ISBN 978-3-631-56402-8.
- Public Private Partnership: auf der Suche nach Substanz. Baden-Baden 2012. ISBN 978-3-8329-7501-2.
- Defizite bei der Erstellung öffentlicher Infrastrukturen. Aachen 2014. ISBN 978-3-8440-3162-1.